# Emilio Portes Gil
Emilio Portes Gil (Ciudad Victoria, 3 oktober 1890 - Mexico-Stad, 10 december 1978) was een Mexicaans politicus. Hij was interim-president van Mexico van 1928 tot 1930.

## Vroege jaren
Emilio Portes Gil studeerde rechten en was later een van de rechters van het hooggerechtshof van de staat Sonora. In 1913 sloot hij zich aan bij de Mexicaanse Revolutie aan de zijde van Venustiano Carranza. In 1925 richtte hij een socialistische partij op die later opging in de Nationaal Revolutionaire Partij van president Plutarco Calles. In 1917 werd hij in het Congres van de Unie gekozen. Na het Plan van Agua Prieta werd hij in 1920 voor korte tijd tot gouverneur van Tamaulipas benoemd. In 1925 werd hij opnieuw tot gouverneur van die staat gekozen, waar hij landhervormingen doorvoerde. Portes Gil richtte in Tamaulipas de Socialistische Partij van de Grens (PSF) op.
In 1928 werd Álvaro Obregón tot president gekozen. Deze werd echter voordat hij kon aantreden vermoord door een katholieke extremist. Hierop benoemde het Congres Portes Gil tot president, in afwachting voor nieuwe verkiezingen.

## Presidentiële termijn
Portes Gil strond sterk onder de invloed van voormalig president Plutarco Elías Calles, die door Portes Gil tot minister van oorlog werd benoemd. Calles richtte in 1929 de Nationaal Revolutionaire Partij (PNR) op, met zichzelf als opperste leider (jefe máximo), waardoor deze periode wel het Maximato wordt genoemd. Veel regionale partijen, waaronder Portes Gils PSF, gingen op in de PNR. Uit protest tegen de oprichting van deze partij kwam generaal José Gonzalo Escobar in opstand. Deze opstand berokkende veel schade en leed, maar werd door regeringstroepen onderdrukt. Portes Gil verwakte de fel anti-klerikale politiek die gevoerd werd door Calles. In 1929 tekende hij vrede met de Cristero's, die sinds 1926 in een oorlog tegen de Mexicaanse regering verkeerden.
In 1930 vond een grote mars plaats die werd georganiseerd door de Mexicaanse Communistische Partij (PCM). In reactie hierop liet Portes Gil de partij verbieden, en verbrak de betrekkingen met de Sovjet-Unie. Verder wierp hij zich op als onderhandelaar tussen Nicaragua en de Verenigde Staten, die dat land bezet hadden. Portes Gil slaagde er niet in een oplossing te bereiken, maar bood wel de Nicaraguaanse rebel César Sandino politiek asiel aan. Een staking aan de Nationale Universiteit van Mexico wist Portes Gil af te wenden door de universiteit autonomie te verlenen.

## Latere jaren
In 1929 vonden er verkiezingen plaats die werden gewonnen door Pascual Ortiz Rubio van de PNR, die Portes Gil op 5 februari 1930 opvolgde. Portes Gil functioneerde nog een aantal maanden als minister van binnenlandse zaken en als voorzitter van de PRI, voordat hij naar Europa vertrok om de Mexicaanse vertegenwoordiger bij de Volkenbond te worden. In 1932 keerde hij terug naar Mexico en was achtereenvolgens procureur-generaal, minister van buitenlandse zaken en opnieuw voorzitter van de PNR. Na een conflict met president Lázaro Cárdenas trok hij zich in 1936 terug uit de politiek.
Hij schreef een groot standaardwerk over de Mexicaanse Revolutie: Autobiografia de la Revolucíon en Raigambre of the Revolution in Tamaulipas. Hij overleed op 10 december 1978 op 88-jarige leeftijd in Mexico-Stad.
- Gemeinsame Normdatei: 133283275
- International Standard Name Identifier: 0000 0001 0952 5581
- Library of Congress Control Number: n83157636
- Nationale Bibliotheek van Tsjechië: jn20010602386
- Nationale Bibliotheek van Israël: 987007448069605171
- Nederlandse Thesaurus van Auteursnamen: 174863888
- SNAC: w6hh7sj0
- Système universitaire de documentation: 074552678
- Virtual International Authority File: 8571249
- WorldCat: E39PBJyMdyMJPB6X8mXhGfw9jC